# Aeropuerto de Laguindingán
El Aeropuerto de Laguindingán (en tagalo: Paliparan ng Laguindingan; en cebuano: Tugpahanan sa Laguindingan) (IATA: CGY, ICAO: RPMY) es el principal aeropuerto que sirve a las ciudades de Cagayán de Oro e Iligan, así como las provincias de Lanao del Norte y Misamis Oriental en el norte de Mindanao, Filipinas. El aeropuerto está clasificado como principal aeropuerto nacional Clase 1 por la Autoridad de Aviación Civil de Filipinas un organismo del Departamento de Transportes y Comunicaciones responsable de implementar las políticas en materia de aviación civil para asegurar la seguridad, el transporte aéreo económico y eficiente, y el manejo de las operaciones en todos los aeropuertos, excepto los principales aeropuertos internacionales.
El aeropuerto se encuentra en un sitio de 4,17 kilómetros cuadrados ( 1,61 millas cuadradas) en el Barangay Moog, Laguindingán y se ubica a 46 kilómetros (29 millas ) de distancia desde Cagayán de Oro, Misamis Oriental y a 57 kilómetros ( 35 millas) de Iligan, Lanao del Norte . El aeropuerto abrió el 15 de junio de 2013 y sustituyó al aeropuerto de Lumbia en el Barangay Lumbia, Cagayán de Oro. Lumbia ahora sirve como una base aérea militar de la Fuerza Aérea de Filipinas.